# Хосе Севальос-младши
Хосе Франсиско Севальос Енрикес (на испански: José Francisco Cevallos Enríquez), познат с краткото име Хосе Севальос (роден на 18 януари 1995 г. в Гуаякил), е еквадорски футболист. Играе като атакуващ полузащитник.
Той е син на известния еквадорски футболен вратар и функционер Хосе Севальос-старши, бивш политик (министър и губернатор), роден през 1971 г.

## Кариера

### Клубна кариера
Севальос преминава юношеските формации на еквадорските „Панама“ и „ЛДУ“ (Кито). През 2011 г. е повикан в първия отбор на „ЛДУ“ (Кито).
На 28 януари 2013 г. отива под аренда за 2 сезона в отбора на „Ювентус“ (Торино). с опция да го купят. Не изиграва и мач с основния състав и се прибира в „ЛДУ“ (Кито) през юли 2014 г.
На 30 януари 2018 г. Севальос подписва договор за 4,5 години с КСК (Локерен, Белгия). Трансферната сума се оценява на 1,2 млн. щ. дол. (1 млн. евро). Играе под аренда в СК „Портимоненсе“ (Португалия) през 2019 г. и в еквадорския „Емелек“ (Гуаякил) през 2020 г.

### Международна кариера
Играе в първенството на Южна Америка (с 3 гола) и в юношеското световно първенство (с 2 гола) през 2011 г.
Играе 2 пъти за Еквадор (вкарва съответно 1 и 4 гола) в младежки световни първенства през 2013 и 2015 г.
дебютира в мъжкия национален отбор на Еквадор, като вкарва гол, в приятелски мач срещу Хондурас на 23 февруари 2017 г.